# Comité paralympique d'Océanie
Le Comité paralympique d'Océanie (CPO ; en anglais : Oceania Paralympic Committee, OPC) est une organisation internationale basée à Suva, au Fidji, réunissant neuf comités nationaux paralympiques océaniens.

## Histoire
Le Comité paralympique d'Océanie a été formé en 2006 lorsque la Fédération FESPIC a été divisée en deux organismes distincts, le Comité paralympique d'Océanie et le Comité paralympique asiatique (APC).

## Pays membres
Dans le tableau suivant, l'année où le CNP est reconnu par le Comité international paralympique (CIP) est aussi donnée si elle diffère de sa date de création.
| Code | Nation                    | Comité national paralympique                        |
| ---- | ------------------------- | --------------------------------------------------- |
| AUS  | Australie                 | Paralympics Australia                               |
| FIJ  | Fidji                     | Comité paralympique de Fidji                        |
| KIR  | Kiribati                  |                                                     |
| NZL  | Nouvelle-Zélande          | Nouvelle-Zélande Paralympique                       |
| PNG  | Papouasie-Nouvelle-Guinée | Comité paralympique de la Papouasie-Nouvelle-Guinée |
| SAM  | Samoa                     | Comité paralympique des Samoa                       |
| SOL  | Îles Salomon              |                                                     |
| TGA  | Tonga                     | Comité national paralympique des Tonga              |
| VAN  | Vanuatu                   | Comité paralympique de Vanuatu                      |